# Wilhelm Ernst Wichelhausen
Wilhelm Ernst Wichelhausen (* 16. Mai 1769 in Bremen; † 19. Dezember 1823 in Berlin) war ein Jurist, Bremer Senator und Bremer Bürgermeister.  

## Biografie
Wichelhausen war der Sohn des Senators Engelbert Wichelhausen (1748–1819) und der Bürgermeistertochter Rebecca, geb. Iken (1753–1829). 
Nach dem Abitur studierte er Rechtswissenschaften an der Universität Göttingen. Er promovierte 1792 zum Dr. jur. 1793 erhielt er eine Berufung zum Professor der Rechte am Gymnasium Illustre in Bremen.
In der Bremer Franzosenzeit wurde er 1811 von der französischen Besatzungsmacht zum Maire, also zum Bürgermeister von Bremen berufen. Er musste damit eine sehr schwierige Aufgabe erfüllen, um einerseits der Stadt zu dienen und andererseits den Aufträgen und Gesetzen der französischen Besatzungsmacht zu folgen. Senator Simon Hermann Nonnen war in dieser Zeit sein Adjunkt bzw. Maire-Adjoint (Beigeordneter Bürgermeister). 1813 endete dieses Amt. Georg Gröning (1745–1825) folgte ihm 1814 als Bürgermeister. 
Wichelhausen wurde vom Bremer Senat nicht mehr in den Senat berufen, sondern zum Postmeister. Er geriet in Konflikte mit der konkurrierenden privaten Thurn-und-Taxis-Post, die von 1806 bis 1867 bestand und auf der Grundlage der Bundesakte des Deutschen Bundes auch die Postrechte für Bremen beanspruchen wollte. 1823 wurde das Stadtpostamt mit dem preußischen Postamt vereinigt.